# Drosera moorei
Drosera moorei este o specie de plante carnivore din genul Drosera, familia Droseraceae, ordinul Caryophyllales. A fost descrisă pentru prima dată de Friedrich Ludwig Diels și a primit numele actual de la A.Lowrie. Este endemică în Ashmore-Cartier Is și Australia de Vest. Conform Catalogue of Life specia Drosera moorei nu are subspecii cunoscute.